# Sugar Minott
Lincoln Barrington 'Sugar' Minott (Kingston, 25 mei 1956 – 10 juli 2010) was een Jamaicaans reggaezanger, muziekproducent en muzikant.
Sugar Minott debuteerde bij het "sound system" van de Sound of Silence Keytone. In 1969 werd hij lid van de groep African Brothers met Tony Tuff en Derrick Howard, waarmee hij nummers uitbracht als Party Time. Na No Cup No Broke in 1974 ging de groep uit elkaar. Vervolgens werkte hij voor Studio One van Clement 'Coxsone' Dodd. Reggae was toen op Jamaica nog niet algemeen verspreid en de radiostations speelden alleen Amerikaanse soul. Studio One herstelde zich toen van het vertrek van Alton Ellis, Ken Boothe en John Holt. Sugar Minott droeg in grote mate bij tot de heropleving van het label met nummers als Vanity (zijn eerste hit, in 1978), Oh Mr DC en Hang on Natty. Zijn solocarrière met originele nummers begon pas echt met het nummer Hard Time Pressure uit 1979 dat in Engeland veel succes kende. Hij verhuisde naar het Verenigd Koninkrijk en hielp daar mede de reggae bekend te maken.
Terug op Jamaica, richtte hij zijn eigen label Black Roots op. Hij contracteerde artiesten als Barry Brown, Tristan Palmer, Tony Tuff en recenter Yami Bolo, Junior Reid, Steelie & Clevie en Fire Fox. Zijn grootste succes met Black Roots was echter het eerste nummer van Garnett Silk.
Sugar Minott bleef platen opnemen met de grote namen van de reggae: Fattis Burrel, Bobby Digital, King Jammy, Top Ranking, Tappa Zukie, King Tubby en Bullwackies.

## Discografie

### Albums
- 1977 – Live Loving
- 1977 – Showcase
- 1979 – Bitter Sweet (ook: Give The People)
- 1979 – Ghetto-ology
- 1979 – Ghetto-ology + Dub
- 1980 – Black Roots
- 1980 – Roots Lovers
- 1981 – African Girl
- 1981 – Sweeter Than Sugar
- 1981 – Meet The People In A Lovers Dubbers Style (Sugar Minott & The Black Roots Players)
- 1982 – Dancehall Showcase
- 1982 – More Sugar
- 1983 – Dancehall Showcase Vol. 2
- 1983 – Sufferer's Choice
- 1983 – With Lots Of Extra
- 1983 – Showdown Vol. 2 (Sugar Minott & Frankie Paul)
- 1984 – Buy Off The Bar
- 1984 – Herbman Hustling
- 1984 – Slice Of The Cake
- 1984 – Wicked A Go Feel It
- 1984 – Rockers Awards Winners (Sugar Minott & Leroy Smart)
- 1985 – A Touch Of Class
- 1985 – A True
- 1985 – Rydim
- 1985 – Time Longer Than Rope
- 1986 – Double Dose (Gregory Isaacs & Sugar Minott)
- 1986 – Jamming In The Street
- 1986 – Sugar & Spice
- 198X – Dancehall Business
- 198X – Good Thing Going
- 198X – Uptempo Showcase 10''
- 1990 – All kind a Don (Wackies/Rohit)
- 1994 – African Soldier (Black Roots)
- 1997 – Jah make me feel so good
- 1998 – Nice it up
- 2003 – Leave out a Babylon
- 2008 – New Day

### Verzamelplaten
- 198X – 20 Super Hits
- 1983-85 – African Soldier
- 197X-9X – Ghetto Pickney Style
- 197X-8X – Good Thing Going – Best of
- 1984 "presenting the posse vol 1"
- 1985 "presenting the posse vol 2"
- 1983 – In A Pretty Good Shape (Sugar Minott & Various Artists)
- 197X-8X – King Son
- 1979-86 – Rare Gems
- 198X – Reggae Max
- 197X – Sugar Minott At Studio One (2005)
- 197X-8X – The Artist Volume 1
- 197X-8X – The Artist Volume 2
- 1978-83 – The Roots Lover
- 198X – Channel 1 collection (1995)